# Liane Russell
Liane Brauch "Lee" Russell (Vienna, Austria, 27 de agosto de 1923 - Oak Ridge, Tennessee, 20 de julio de 2019) fue una genetista y conservacionista estadounidense nacida en Austria. Sus estudios en genética de mamíferos proporcionaron la base para comprender la base cromosómica para la determinación del sexo en los mamíferos y los efectos ocasionados por la radiación, las drogas, los combustibles y los desechos en los ratones.

## Biografía
Russell nació como Liane Brauch en 1923 en Viena, Austria, en un hogar judío. Era la mayor de los tres hijos de Clara (Starer) y Arthur Brauch. Su madre era profesora de canto y su padre, ingeniero químico. Desde los 3 hasta los 15 años, la familia vivió en Wiedner Hauptstrasse, no lejos de la Ópera de Viena. Había reuniones musicales frecuentes en el apartamento, y la familia disfrutaba esquiando y otras salidas a los Alpes. Su infancia un tanto idílica llegó abruptamente a su fin la noche del 12 de marzo de 1938, pero su familia se quedó en Viena incluso después del Anschluss. A través de un plan secreto, que involucró la entrega del negocio de su padre a los nazis, la familia inmediata (padre, madre, hermana menor y hermano menor) pudieron escapar a Londres. Se mudó a los Estados Unidos en 1941 y se convirtió en ciudadana estadounidense naturalizada en 1946.

### Educación
Russell completó su educación secundaria en Inglaterra. Después de que la familia se mudara a los Estados Unidos, obtuvo un AB del Hunter College en la ciudad de Nueva York en 1945 y su doctorado en Zoología en 1949 en la Universidad de Chicago.
Su primer trabajo fue cuidar criaturas mientras estudiaba en la universidad; después de eso, trabajó como recepcionista en un consultorio médico después de sus clases.

## Carrera profesional
Comenzó su carrera como asistente de investigación en el Laboratorio Jackson Memorial de 1943 a 1947 y trabajó como becaria en la Universidad de Chicago. En 1947, se mudó al Laboratorio Nacional de Oak Ridge, donde finalmente llegó a ser Senior Corporate Fellow y Jefa de Sección. Russell realizó una investigación genética centrada en las mutaciones inducidas por radiación. Ella y su esposo establecieron la "casa del ratón", una colonia de más de 200.000 ratones mutantes criados para estudiar los efectos de la exposición a la radiación. La extensa colonia ayudó a impulsar la investigación genética de mamíferos durante décadas. Fue asesora científica de la delegación de los Estados Unidos en la primera Conferencia Atoms for Peace celebrada en Ginebra en 1955.
Fue jefa de la Sección de Genética y Desarrollo de Mamíferos entre 1975 y 1995. Bajo su dirección, esta sección amplió su investigación, estudiando los efectos genéticos de las sustancias químicas de las drogas, los combustibles y los desechos en ratones. Sus estudios le permitieron pasar de la genética clásica al análisis molecular. 

### Procesos genéticos en los mamíferos
Fue elegida miembro de la Academia Nacional de Ciencias en 1986. En 1993 recibió el Premio Enrico Fermi, el más alto honor de investigación del Departamento de Energía de EE. UU. (DOE), por sus "contribuciones sobresalientes a la genética y la biología de la radiación, incluido su descubrimiento de la base cromosómica para la determinación del sexo en los mamíferos y sus contribuciones a nuestro conocimiento", de los efectos de la radiación sobre el embrión y el feto en desarrollo".
Sus investigaciones permitieron una mejor comprensión de los procesos genéticos en los mamíferos, los efectos de la mutagénesis y la teratogénesis en los mamíferos y el conocimiento de cómo se pueden prevenir y evitar estos procesos. Determinó que los embriones en desarrollo eran más vulnerables a los efectos de la radiación durante las primeras siete semanas de embarazo y, por lo tanto, recomendó que se tomaran radiografías de diagnóstico no urgentes en los 14 días posteriores al inicio del período menstrual de una mujer, un estándar que se convirtió en aceptado internacionalmente en la práctica radiológica. También fue la primera en descubrir que el cromosoma "Y" determina la masculinidad en los mamíferos.
Realizó más de 150 publicaciones y se retiró en el año 2002.

## Activismo

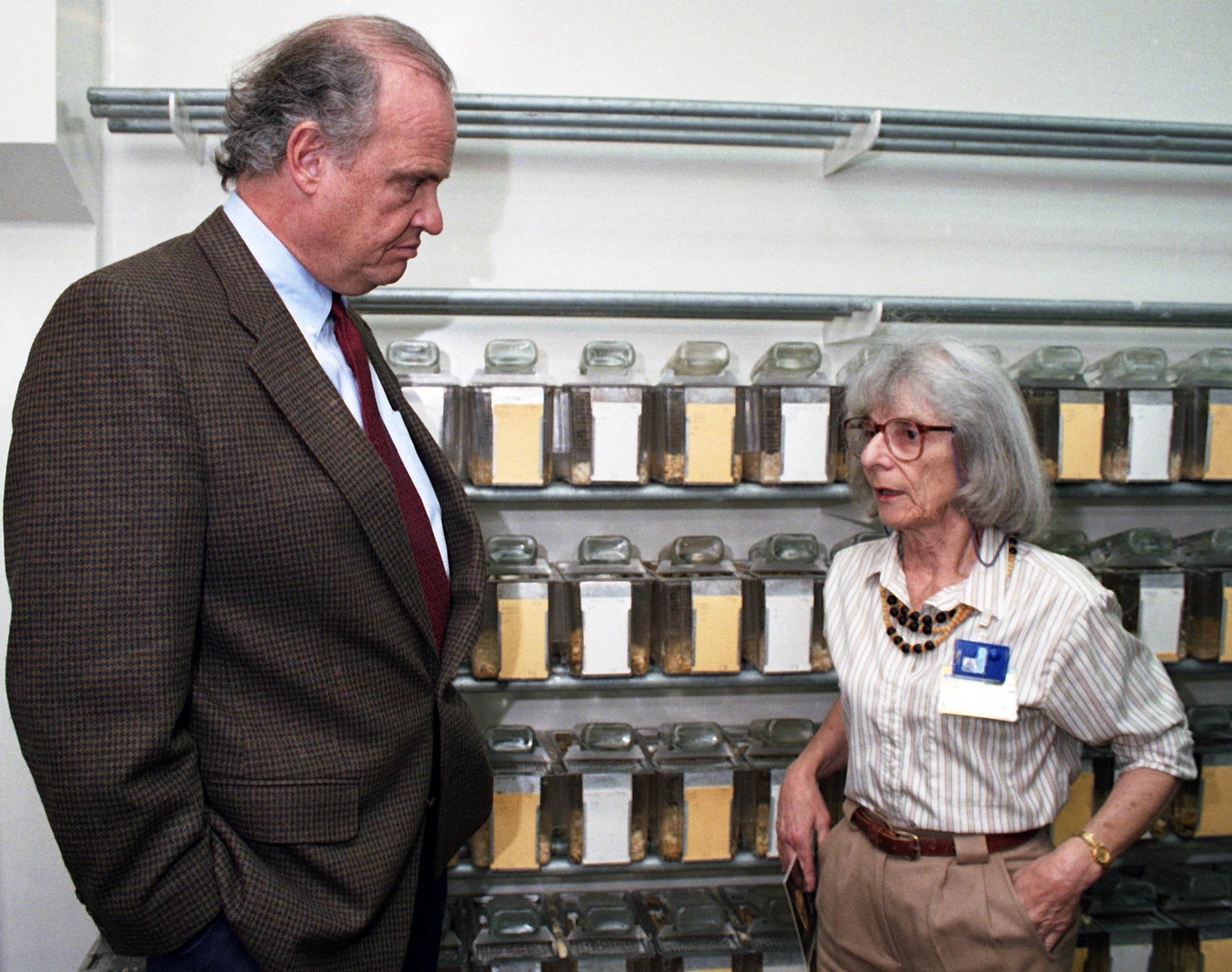
Liane Russell (derecha) y Fred Thompson, 1996.

También fue una conservacionista que trabajaba para la protección de la naturaleza, de las tierras y ríos nacionales. En 1966 ayudó a organizar Tennessee Citizens for Wilderness Planning (TCWP). En 1976, TCWP ayudó a obtener la protección del área de recreación y río nacional Big South Fork de 125,000 acres y obtuvo la designación de río salvaje y paisajístico nacional para el río Obed.

## Premios y reconocimientos
- 1973 Medalla Roentgen. Fue la primera mujer en recibirla.
- 1979 Salón de la fama del Hunter College.
- 1986 Miembra de la Academia Nacional de Ciencias.
- 1992 Premio Marjory Stoneman Douglas, de la Asociación de Conservación de Parques Nacionales (NPCA).[14]
- 1993 Premio de la Sociedad Ambiental Mutágeno.
- 1993 Premio Enrico Fermi en 1993.[1]
- 2001, el Laboratorio Nacional de Oak Ridge abrió el Laboratorio William L. y Liane B. Russell de Genómica Comparativa y Funcional.[6]
- 2013, el Laboratorio Nacional de Oak Ridge creó la Beca Liane B. Russell Distinguished Early Career Fellowship para ayudar a las personas jóvenes investigadoras.[11]

## Vida personal
Conoció al zoólogo William L. Russell, su futuro esposo mientras trabajaba en el Laboratorio Jackson de genética de mamíferos en Bar Harbor, Maine. Se casaron y trabajaron juntos como genetistas en el Laboratorio Jackson y el Laboratorio Nacional Oak Ridge. Juntos tuvieron dos hijos, un hijo, David "Ace" (n. 1950) y una hija, Evelyn (n. 1952).